# Ion Țiriac Challenger 2025
Ion Țiriac Challenger 2025 a fost un turneu profesionist de tenis jucat pe terenuri de zgură. A fost cea de-a doua ediție a turneului și a făcut parte din ATP Challenger Tour 2025. A avut loc la Brașov, România, între 30 iunie–6 iulie 2025.

## Puncte și premii în bani
| Turneu | Turneu             | Câștigător | Finalist | Semifinalist | Sfertfinalist | Runda doi | Runda unu | Q | Q2  | Q1  |
| Simplu | Puncte             | 75         | 44       | 22           | 12            | 6         | 0         | 4 | 2   | 0   |
| Simplu | Premii în bani (€) | 12.980     | 7.620    | 4.550        | 2.635         | 1.535     | 950       | – | 360 | 185 |
| Dublu  | Punti              | 75         | 44       | 22           | 12            | –         | 0         | – | –   | –   |
| Dublu  | Premii în bani (€) | 4.250      | 2.450    | 1.480        | 880           | –         | 500       | – | –   | –   |